# Berkeley Group Holdings
Berkeley Group Holdings ist ein britisches Unternehmen, das seinen Sitz in Cobham hat. Das Unternehmen ist zusammen mit seinen Tochtergesellschaften in der Immobilienwirtschaft tätig, vorwiegend in London, Birmingham und Südengland.
Zu den Marken des Unternehmens gehören Berkeley, St George, St James, St Edward, St William und St Joseph. Das Unternehmen ist an der Londoner Börse gelistet und Teil des FTSE 100 Index.

## Geschichte
Die Berkeley Group wurde 1976 von Tony Pidgley CBE und Jim Farrer in Weybridge, Surrey, gegründet. Es konzentrierte sich zunächst auf den Bau von Einzelhäusern und Führungskräfteentwicklungen. Im ersten Jahr wurden vier Häuser gebaut, die alle außerhalb des Plans verkauft wurden, was dem Unternehmen einen Umsatz von £ 121.000 und einen Gewinn von £ 21.000 bescherte. Die Geschäfte wuchsen schnell. Im Dezember 1985 wurde das Unternehmen an der Londoner Börse notiert. In weniger als zehn Jahren Betrieb hatte sich Berkeley von einem Unternehmen mit einem Kapital von 50.000 £ zu einer börsennotierten Gruppe im Wert von über 67 Mio. £ entwickelt. Im Rahmen der Expansion wurden Niederlassungen in Kent, Hampshire, North London und Sussex gegründet. Diesen Geschäftsbereichen wurde ein hohes Maß an Autonomie gewährt. Im Jahr 1988 kam Berkeley zu der Überzeugung, dass der Immobilienboom nicht nachhaltig war, und begann, seinen Landbesitz und alle Häuser in seinen Büchern zu verkaufen. Der erwartete Abschwung trat ein und brachte das Unternehmen in eine starke Position, als es 1990–91 wieder in einen viel schwächeren Immobilienmarkt eintrat.
In den 1990er Jahren verlagerte Berkeley seine operative Ausrichtung auf Stadterneuerungsprojekte in London, Birmingham, Manchester und andere nördliche Städte. Heute ist die Berkeley Group bedeutend im Bereich der Stadterneuerung und strebt  das Ziel an, über 95 % ihrer Immobilien auf Brachflächen zu bauen.

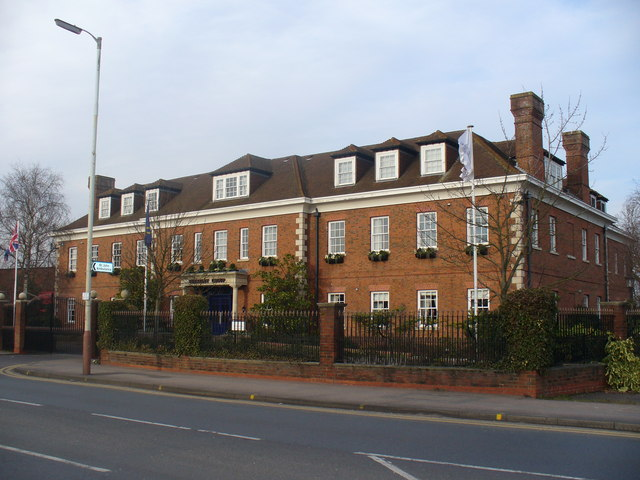
Berkeley House Zentrale in Cobham

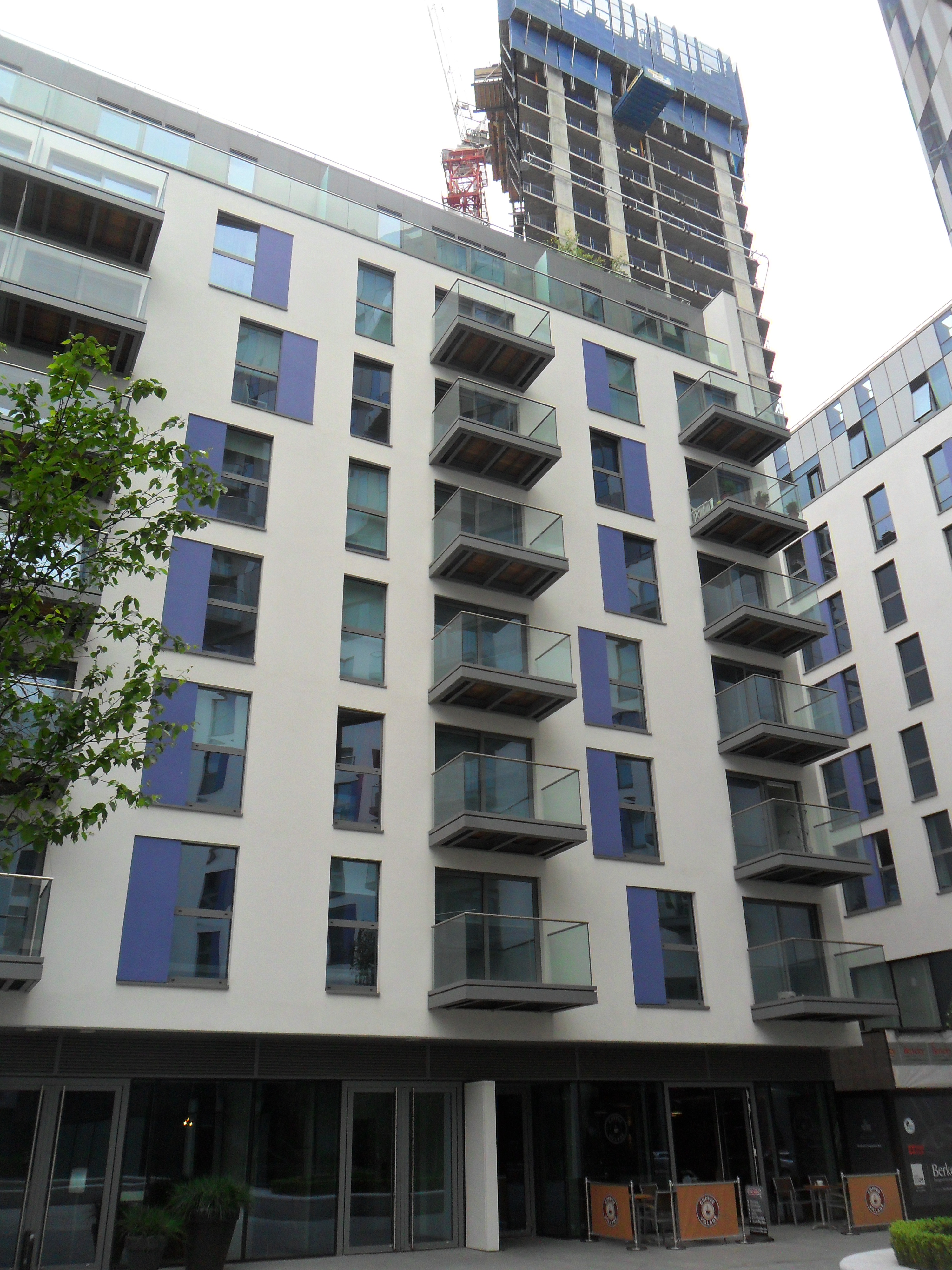
Projekt Saffron Square, Croydon, London